# Eleição presidencial no Brasil em 1955
A eleição presidencial brasileira de 1955 aconteceu no dia 3 de outubro e foi a décima-sexta eleição presidencial e a décima-quarta direta.
Feita em um cenário conturbado, com pouco mais de um ano do Suicídio de Getúlio Vargas, a pequena margem de 5,41% de Juscelino para Távora deu mais força para a UDN e setores das Forças Armadas questionarem os resultados, resultando no Golpe Preventivo que Garantiu a Posse de Juscelino em janeiro do ano seguinte.
O feito de ganhar uma eleição perdendo no estado mais populoso, São Paulo, só seria repetido, em eleições diretas, em 2006 por Lula da Silva.

## Contexto histórico
O ex-presidente Getúlio Vargas, já septuagenário, retornou à presidência, dessa vez pelas vias democráticas. Este governo foi extremamente conturbado, em razão, principalmente, da ação da oposição, que atuou de todas as maneiras para obstruir o governo de Vargas.
O principal partido de oposição ao seu governo era a direitista União Democrática Nacional (UDN), que apresentava uma oposição ferrenha ao legado político do varguismo. A postura dos políticos udenistas durante o segundo governo de Vargas foi radical, e isso deu margem para uma crise política, que se estendeu durante todo esse governo.
A crise política e os ataques da UDN enfraqueceram o governo de Vargas. A classe trabalhadora também começou a se mobilizar contra o governo por conta do aumento da inflação, que corroía o salário. Além disso, medidas como a nomeação de João Goulart para o Ministério do Trabalho e o aumento do salário mínimo em 100% só reforçaram a oposição ferrenha dos udenistas. João Goulart era filho de um amigo íntimo de Getúlio e somente seguiu carreira na política após ter recebido um convite do próprio Getúlio para ingressar no PTB.
O polêmico reajuste do salário mínimo, em 100%, ocasionou, em fevereiro de 1954, um protesto público, em forma de manifesto à nação, dos militares, (um dos quais foi Golbery do Couto e Silva), contra o governo, seguido da demissão do ministro do trabalho João Goulart.
Houve no governo de Getúlio uma grande mobilização nacional conhecida como a campanha "O petróleo é nosso" em torno da criação da PETROBRAS. Getúlio tentou, mas não conseguiu, criar a Eletrobras, que só seria criada em 1961. Em 1954, entrou em operação a Usina Hidrelétrica de Paulo Afonso I. Foi iniciada a construção da Rodovia Fernão Dias ligando São Paulo a Belo Horizonte, e que seria concluída por Juscelino Kubitschek.
Porém também houve uma série de acusações de corrupção a membros do governo e pessoas próximas a Getúlio, o que levou a imprensa golpista a dizer que Getúlio estava sentado em um "mar de lama". A acusação mais grave de corrupção, que jogou grande parte da opinião publicada contra Getúlio, foi a comissão parlamentar de inquérito (CPI) contra o jornal Última Hora, de propriedade de Samuel Wainer. Samuel Wainer era acusado por Carlos Lacerda e outros de receber dinheiro do Banco do Brasil para apoiar Getúlio.

### O atentado da Rua Tonelero e o Suicídio de Vargas
No dia 5 de agosto de 1954, o jornalista Carlos Lacerda, da Tribuna da Imprensa, sofre uma tentativa de assassinato e sai com um ferimento no pé, ao contrário do major-aviador Rubens Vaz, que estava junto na ocasião e foi morto. As investigações apontaram Gregório Fortunato como o responsável pelo acontecimento. Gregório era chefe da guarda pessoal do então presidente Getúlio Vargas, e logo, a oposição e os militares exigiram que Vargas renunciasse. O Manifesto dos Generais, de 22 de agosto de 1954, pedia a renúncia de Getúlio. Foi assinado por 19 generais de exército, entre eles, Castelo Branco, Juarez Távora e Henrique Lott.
Getúlio teria dito: "só morto sairei do Catete". Às 8 horas e 30 minutos do dia 24 de agosto de 1954, Getúlio se suicida com um tiro no coração em seus aposentos no Palácio do Catete no Rio de Janeiro.
Com a morte de Vargas, assumiu o vice-presidente potiguar João Café Filho, que governou num período de agitação, manipulado pelos políticos da UDN. Em 8 de novembro de 1955, após a eleição ser realizada, Café Filho é afastado do governo após um ataque cardíaco. Assume o Presidente da Câmara dos Deputados Carlos Luz, que é deposto três dias depois ao pretender dar um golpe de Estado e evitar a posse do presidente eleito Juscelino Kubitschek. O Congresso decidiu que o presidente do Senado Nereu Ramos terminaria os dois meses e meio de mandato, e passaria o governo para JK.
Juscelino Kubitschek conta que foi chamado para uma reunião em setembro de 1955 na casa de Nereu Ramos, onde se encontrava o governador de Pernambuco, Etelvino Lins. Etelvino propôs a JK que as eleições fossem adiadas, pois "não havia possibilidade para as eleições, por causa da agitação que havia no país, dos traumas que o país tinha passado." Na União Democrática Nacional, todos estavam de acordo. JK respondeu que não poderia transigir com aquilo.

### Constituição de 1946
De acordo com a Constituição de 1946, o mandato do presidente vigoraria por cinco anos. Assim, Dutra governara até 31 de janeiro de 1951, passando a faixa presidencial para Vargas, eleito em 1950. O direito ao voto foi permitido a todos os brasileiros com mais de dezoito anos de ambos os sexos, mas os analfabetos eram proibidos de votar. Foi determinado, também, que a eleição para presidente e vice-presidente ocorreriam de forma separada.

## Candidatos
Nota: a tabela a seguir está organizada por ordem alfabética de candidatos.
| Presidente                      | Presidente | Presidente | Cargo político anterior                     | Vice-presidente (apoiado) | Vice-presidente (apoiado) | Vice-presidente (apoiado) | Coligação                                                |
| Candidato                       | Partido    | Partido    | Cargo político anterior                     | Candidato                 | Partido                   | Partido                   | Coligação                                                |
| ------------------------------- | ---------- | ---------- | ------------------------------------------- | ------------------------- | ------------------------- | ------------------------- | -------------------------------------------------------- |
| Ademar de Barros (Campanha)     |            | PSP        | Governador de São Paulo (1947-1951)         | Danton Coelho             |                           | PSP                       | Sem coligação                                            |
| Juarez Távora (Campanha)        |            | UDN        | Ministro da Agricultura (1930-1934)         | Milton Campos             |                           | UDN                       | Frente de Renovação Nacional (UDN, PDC, PL, PSB)         |
| Juscelino Kubitschek (Campanha) |            | PSD        | Governador de Minas Gerais (1951-1955)      | João Goulart              |                           | PTB                       | Aliança Social Trabalhista (PSD, PTB, PR, PTN, PST, PRT) |
| Plínio Salgado (Campanha)       |            | PRP        | Deputado estadual por São Paulo (1926-1930) | Sem apoio                 | Sem apoio                 | Sem apoio                 | Sem coligação                                            |

### Juscelino Kubitschek (PSD)

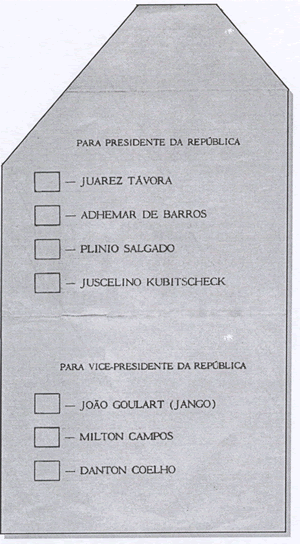
Primeira cédula eleitoral oficial, com candidatos a presidente e vice.

A coligação do Partido Social Democrático (PSD), do Partido Trabalhista Brasileiro (PTB), do Partido Republicano (PR), do Partido Trabalhista Nacional (PTN), do Partido Social Trabalhista (PST), e do Partido Republicano Trabalhista (PRT) lançam como candidato o então governador de Minas Gerais Juscelino Kubitschek, do centrista PSD. O slogan da campanha desenvolvimentista era 50 anos de progresso em 5 de governo. O jingle de campanha de JK, era em forma de marchinha de carnaval e ressaltava o nacionalismo e o populismo. O jingle era assim: 
"Gigante pela própria natureza /há 400 anos a dormir / são 21 estados, são teus / filhos a chamar / agora vem lutar, vamos trabalhar. / Queremos demonstrar ao mundo inteiro / e a todos que nos querem dominar / que o Brasil pertence aos brasileiros, / e um homem vai surgir para trabalhar. / Aparece como estrela radiosa / neste céu azul de anil / o seu nome é uma bandeira gloriosa / pra salvar este Brasil. / Juscelino Kubitschek é o homem / vem de Minas das bateias do sertão / Juscelino, Juscelino é o homem / Que além de patriota é nosso irmão. / Brasil, vamos para as urnas / Povo democrata, gente varonil / Juscelino, Juscelino, Juscelino, / Para presidente do Brasil!"
Para a candidatura de JK, os estados de Pernambuco, Santa Catarina e Rio Grande do Sul não o apoiaram. Em entrevista a 1 de março de 1974 para Maria Victoria Benevides, JK diria: "Uma das maiores dificuldades para articular a aliança com o PTB, era a hostilidade de setores mais conservadores do PSD em relação ao nome de Jango. Mas eu sabia que uma aliança com o PTB era imprescindível; somente uma aliança muito forte poderia enfrentar a oposição e sair vitoriosa; e somente com um candidato que conseguisse a reconciliação entre o voto rural do PSD e o voto urbano do PTB. Foi por isso que insisti no nome de Jango para a vice-presidência; como candidato, tinha que pensar em termos de cálculo político e isto me obrigava a uma aliança com o PTB. No PTB, o nome de Goulart era o que reunia maiores possibilidades."
Na época, o então presidente Café Filho fez fortes críticas a JK na Hora do Brasil. Para poder fortalecer a candidatura, Juscelino deu uma entrevista para o jornal Correio da Manhã, rebatendo as críticas e desmentindo Café. JK conta em entrevista, que no início de 1955, fez várias viagens pelo país, e, em uma cidade do Amazonas, "estava caminhando para a praça para fazer comício, e me disseram: 'A rádio está noticiando que o senhor foi intimado pelos militares a interromper a sua campanha política, e que ou o senhor aceite, ou será preso'. Respondi: 'Não sei se é verdade, mas vou dizendo que não há força humana que me tire da campanha, a não ser morto. A bandeira que trouxe levarei até o Catete. Eu respeito a democracia e a Constituição'."
Pela mesma coligação de JK, foi lançado o ex-ministro do trabalho João Goulart (Jango) como candidato a vice-presidente.
Acredita-se que o clima de comoção popular devido à morte de Getúlio, teria facilitado a eleição de Juscelino Kubitschek à presidência da república e de João Goulart (o Jango) à vice-presidência, em 1955, derrotando a UDN, adversária de Getúlio. Juscelino Kubitschek e João Goulart são considerados, por alguns, como dois dos "herdeiros políticos" de Getúlio.

### Juarez Távora (UDN)
A coligação formada pela União Democrática Nacional (UDN), o Partido Democrata Cristão (PDC), o Partido Libertador (PL), e o Partido Socialista Brasileiro (PSB) lançaram o militar cearense Juarez Távora da conservadora UDN como candidato.
Pela mesma coligação de Juarez Távora, foi lançado o ex-governador de Minas Gerais Milton Campos como candidato a vice.

### Ademar de Barros (PSP)
O social-democrata Partido Social Progressista não fez alianças políticas, e lançou Ademar de Barros como candidato. O PSP lançou Danton Coelho como candidato para vice-presidente.

### Plínio Salgado (PRP)
O Partido de Representação Popular não fez alianças políticas, e lançou como candidato o seu fundador, o ex-líder integralista Plínio Salgado. O partido não lançou candidato à vice-presidência.

## Resultados
Nesta eleição, pela primeira vez no Brasil, se utilizou a cédula eleitoral oficial confeccionada pela Justiça Eleitoral. Antes de 1955 os próprios partidos políticos confeccionavam e distribuíam as cédulas eleitorais.

### Presidência da República
| Eleição para presidente do Brasil em 1955     | Eleição para presidente do Brasil em 1955 | Eleição para presidente do Brasil em 1955 |
| Candidato                                     | Votos                                     | Porcentagem                               |
| --------------------------------------------- | ----------------------------------------- | ----------------------------------------- |
| Juscelino Kubitschek (PSD/PTB/PR/PTN/PST/PRT) | 3.077.411                                 | 35,68%                                    |
| Juarez Távora (UDN/PDC/PL/PSB)                | 2.610.462                                 | 30,27%                                    |
| Ademar de Barros (PSP)                        | 2.222.725                                 | 25,77%                                    |
| Plínio Salgado (PRP)                          | 714.379                                   | 8,28%                                     |
| Votos nominais                                | Votos nominais                            | 8.624.977 (100%)                          |
| Votos brancos                                 | Votos brancos                             | 161.852 (1,77%)                           |
| Votos nulos                                   | Votos nulos                               | 310.185 (3,40%)                           |
| Votos apurados                                | Votos apurados                            | 9.097.014 (100%)                          |
| Fonte:                                        |                                           |                                           |

Nota: Em negrito, o candidato vencedor, e, em itálico, o partido do candidato.
| Estados/Territórios vencidos por Juscelino Kubitschek |
| Estados/Territórios vencidos por Juarez Távora        |
| Estados/Territórios vencidos por Ademar de Barros     |

| Estado/Território   | Juscelino Kubitschek | %      | Juarez Távora | %      | Ademar de Barros | %      | Plínio Salgado | %      | Votos nominais | %    | Votos brancos | %     | Votos nulos | %     | Votos apurados | %    |
| ------------------- | -------------------- | ------ | ------------- | ------ | ---------------- | ------ | -------------- | ------ | -------------- | ---- | ------------- | ----- | ----------- | ----- | -------------- | ---- |
| Acre                | 3 906                | 45,25% | 2 695         | 31,22% | 1 801            | 20,86% | 230            | 2,66%  | 8 632          | 100% | 222           | 2,45% | 180         | 1,99% | 9 034          | 100% |
| Alagoas             | 38 775               | 39,15% | 44 126        | 44,56% | 10 218           | 10,31% | 5 907          | 5,96%  | 99 026         | 100% | 2 805         | 2,62% | 5 153       | 4,81% | 106 984        | 100% |
| Amapá               | 4 039                | 82,66% | 309           | 6,32%  | 459              | 9,39%  | 79             | 1,61%  | 4 886          | 100% | 61            | 1,21% | 69          | 1,37% | 5 016          | 100% |
| Amazonas            | 16 025               | 35,41% | 7 582         | 16,75% | 17 994           | 39,76% | 3 648          | 8,06%  | 45 249         | 100% | 1 957         | 3,77% | 4 674       | 9,00% | 51 880         | 100% |
| Bahia               | 200 213              | 43,13% | 149 771       | 32,26% | 51 061           | 11,00% | 63 136         | 13,60% | 464 181        | 100% | 7 515         | 1,50% | 26 581      | 5,33% | 498 277        | 100% |
| Ceará               | 135 779              | 38,25% | 175 735       | 49,51% | 29 974           | 8,44%  | 13 408         | 3,77%  | 354 896        | 100% | 7 169         | 1,87% | 20 987      | 5,47% | 383 052        | 100% |
| Distrito Federal    | 199 520              | 29,51% | 174 804       | 25,85% | 266 289          | 39,38% | 35 495         | 5,24%  | 676 108        | 100% | 5 841         | 0,84% | 11 387      | 1,64% | 693 336        | 100% |
| Espírito Santo      | 56 650               | 36,07% | 29 721        | 18,92% | 41 126           | 26,19% | 29 531         | 18,80% | 157 028        | 100% | 2 364         | 1,43% | 4 855       | 2,95% | 164 247        | 100% |
| Goiás               | 65 767               | 43,16% | 26 759        | 17,56% | 56 121           | 36,82% | 3 732          | 2,44%  | 152 379        | 100% | 3 507         | 2,14% | 7 776       | 4,75% | 163 662        | 100% |
| Guaporé             | 1 739                | 30,89% | 298           | 5,29%  | 3 459            | 61,46% | 132            | 2,34%  | 5 628          | 100% | 43            | 0,74% | 110         | 1,90% | 5 781          | 100% |
| Maranhão            | 66 508               | 47,30% | 15 764        | 11,21% | 55 725           | 39,63% | 2 599          | 1,84%  | 140 596        | 100% | 5 249         | 3,30% | 12 997      | 8,18% | 158 842        | 100% |
| Mato Grosso         | 45 201               | 46,97% | 33 119        | 34,42% | 16 327           | 16,96% | 1 570          | 1,63%  | 96 217         | 100% | 2 393         | 2,31% | 4 576       | 4,43% | 103 186        | 100% |
| Minas Gerais        | 713 113              | 58,35% | 283 567       | 23,20% | 147 112          | 12,03% | 78 213         | 6,40%  | 1 222 005      | 100% | 32 466        | 2,48% | 53 864      | 4,11  | 1 308 335      | 100% |
| Pará                | 89 344               | 49,59% | 21 406        | 11,88% | 65 176           | 36,18% | 4 213          | 2,33%  | 180 139        | 100% | 4 912         | 2,49% | 12 215      | 6,19% | 197 266        | 100% |
| Paraíba             | 81 307               | 36,60% | 114 128       | 51,37% | 16 813           | 7,56%  | 9 900          | 4,45%  | 222 148        | 100% | 8 182         | 3,41% | 9 433       | 3,93% | 239 763        | 100% |
| Paraná              | 108 031              | 25,08% | 91 540        | 21,25% | 127 758          | 29,67% | 103 256        | 23,98% | 430 585        | 100% | 10 613        | 2,33% | 12 942      | 2,84% | 454 140        | 100% |
| Pernambuco          | 163 919              | 38,14% | 184 847       | 43,01% | 51 739           | 12,04% | 29 200         | 6,79%  | 429 705        | 100% | 12 851        | 2,78% | 18 308      | 3,97% | 460 864        | 100% |
| Piauí               | 67 665               | 53,40% | 43 469        | 34,31% | 13 164           | 10,39% | 2 395          | 1,89%  | 126 693        | 100% | 3 938         | 2,92% | 3 927       | 2,91% | 134 558        | 100% |
| Rio Branco          | 1 828                | 69,40% | 448           | 17,00% | 325              | 12,33% | 33             | 1,25%  | 2 634          | 100% | 39            | 1,43% | 44          | 1,61% | 2 717          | 100% |
| Rio de Janeiro      | 215 456              | 46,19% | 101 186       | 21,69% | 122 101          | 26,17% | 27 683         | 5,93%  | 466 426        | 100% | 5 588         | 1,15% | 13 416      | 2,76% | 485 430        | 100% |
| Rio Grande do Norte | 57 200               | 40,47% | 45 425        | 32,13% | 24 822           | 17,56% | 13 888         | 9,82%  | 141 335        | 100% | 5 769         | 3,72% | 7 674       | 4,95% | 154 778        | 100% |
| Rio Grande do Sul   | 329 562              | 37,73% | 302 595       | 34,64% | 175 185          | 20,05% | 66 109         | 7,56%  | 873 451        | 100% | 10 705        | 1,18% | 19 252      | 2,13% | 903 408        | 100% |
| Santa Catarina      | 132 739              | 39,19% | 89 187        | 26,33% | 57 561           | 16,99% | 59 162         | 17,47% | 338 649        | 100% | 4 838         | 1,37% | 7 956       | 2,26% | 351 443        | 100% |
| São Paulo           | 240 940              | 12,72% | 626 627       | 33,08% | 867 320          | 45,79% | 159 051        | 8,39%  | 1 893 938      | 100% | 21 497        | 1,09% | 46 850      | 2,38% | 1 962 285      | 100% |
| Sergipe             | 42 185               | 45,63% | 45 354        | 49,06% | 3 095            | 3,34%  | 1 809          | 1,95%  | 92 443         | 100% | 1 328         | 1,34% | 4 959       | 5,02% | 98 730         | 100% |
| Total               | 3 077 411            | 35,68% | 2 610 462     | 30,26% | 2 222 725        | 25,77% | 714 379        | 8,28%  | 8 624 977      | 100% | 161 852       | 1,77% | 310 185     | 3,40% | 9 097 014      | 100% |

### Vice-presidência da República
| Eleição para vice-presidente do Brasil em 1955 | Eleição para vice-presidente do Brasil em 1955 | Eleição para vice-presidente do Brasil em 1955 |
| Candidato                                      | Votos                                          | Porcentagem                                    |
| ---------------------------------------------- | ---------------------------------------------- | ---------------------------------------------- |
| João Goulart (PSD/PTB/PR/PTN/PST/PRT)          | 3.591.409                                      | 44,25%                                         |
| Milton Campos (UDN/PDC/PL/PSB)                 | 3.384.739                                      | 41,70%                                         |
| Danton Coelho (PSP)                            | 1.140.261                                      | 14,05%                                         |
| Votos nominais                                 | Votos nominais                                 | 8.116.409                                      |
| Votos brancos                                  | Votos brancos                                  | 722.674                                        |
| Votos nulos                                    | Votos nulos                                    | 257.931                                        |
| Votos apurados                                 | Votos apurados                                 | 9.097.014                                      |
| Fonte:                                         |                                                |                                                |

Nota: Em negrito, o candidato vencedor, e, em itálico, o partido do candidato.
| Estados/Territórios vencidos por João Goulart  |
| Estados/Territórios vencidos por Milton Campos |
| Estados/Territórios vencidos por Danton Coelho |

| Estado/Território   | João Goulart | Milton Campos | Danton Coelho | Votos nominais | Votos brancos | Votos nulos | Votos apurados |
| ------------------- | ------------ | ------------- | ------------- | -------------- | ------------- | ----------- | -------------- |
| Acre                | 4.410        | 2.820         | 1.071         | 8.301          | 662           | 71          | 9.034          |
| Alagoas             | 47.173       | 43.402        | 4.190         | 94.765         | 7.326         | 4.893       | 106.984        |
| Amapá               | 4.211        | 252           | 257           | 4.720          | 243           | 53          | 5.016          |
| Amazonas            | 25.568       | 11.143        | 4.972         | 41.683         | 6.020         | 4.177       | 51.880         |
| Bahia               | 233.115      | 177.108       | 26.705        | 436.928        | 39.092        | 22.257      | 498.277        |
| Ceará               | 153.524      | 161.294       | 26.404        | 341.222        | 25.234        | 16.596      | 383.052        |
| Distrito Federal    | 282.335      | 303.405       | 81.943        | 667.683        | 15.964        | 9.689       | 693.336        |
| Espírito Santo      | 70.464       | 46.722        | 21.526        | 138.712        | 22.003        | 3.532       | 164.247        |
| Goiás               | 68.023       | 56.420        | 18.731        | 143.174        | 15.579        | 4.909       | 163.662        |
| Guaporé             | 1.925        | 339           | 3.176         | 5.440          | 265           | 76          | 5.781          |
| Maranhão            | 69.981       | 17.449        | 50.062        | 137.492        | 8.996         | 12.354      | 158.842        |
| Mato Grosso         | 47.040       | 36.969        | 8.509         | 92.518         | 6.895         | 3.773       | 103.186        |
| Minas Gerais        | 618.985      | 496.728       | 44.282        | 1.159.995      | 101.527       | 46.813      | 1.308.335      |
| Pará                | 97.176       | 24.452        | 51.849        | 173.477        | 12.613        | 11.176      | 197.266        |
| Paraíba             | 94.912       | 103.988       | 9.648         | 208.548        | 24.269        | 6.946       | 239.763        |
| Paraná              | 181.666      | 159.026       | 45.495        | 386.187        | 58.287        | 9.666       | 454.140        |
| Pernambuco          | 189.409      | 187.678       | 24.484        | 401.571        | 44.354        | 14.939      | 460.864        |
| Piauí               | 69.765       | 42.845        | 10.310        | 122.920        | 8.953         | 2.685       | 134.558        |
| Rio Branco          | 1.962        | 426           | 163           | 2.551          | 122           | 44          | 2.717          |
| Rio de Janeiro      | 257.210      | 154.320       | 42.131        | 453.661        | 20.882        | 10.887      | 485.430        |
| Rio Grande do Norte | 67.005       | 56.138        | 11.804        | 134.947        | 13.319        | 6.512       | 154.778        |
| Rio Grande do Sul   | 423.484      | 382.105       | 27.376        | 832.965        | 53.450        | 16.993      | 903.408        |
| Santa Catarina      | 153.854      | 149.284       | 14.751        | 317.889        | 27.510        | 6.044       | 351.443        |
| São Paulo           | 384.083      | 726.069       | 608.337       | 1.718.489      | 205.401       | 38.395      | 1.962.285      |
| Sergipe             | 44.129       | 44.357        | 2.085         | 90.571         | 3.708         | 4.451       | 98.730         |
| Total               | 3.591.409    | 3.384.739     | 1.140.261     | 8.116.409      | 722.674       | 257.931     | 9.097.014      |

## Movimento de 11 de Novembro e a Posse
O Movimento de 11 de Novembro foi uma reação por parte da oposição política e militar descontente com a vitória da aliança PSD-PTB nas eleições. Após o suicídio de Vargas, o vice-presidente Café Filho assume o poder e busca apoio político entre elementos da UDN. Uma das plataformas da UDN era o jornal Tribuna da Imprensa, do jornalista Carlos Lacerda, que lançava virulentos ataques à Juscelino e contra a sua posse, chegando ao ponto de publicar um editorial defendendo a intervenção das Forças Armadas. Uma das principais vozes opositoras à candidatura e posse Juscelino, o general Canrobert Pereira da Costa, chefe do Estado-Maior das Forças Armadas e conhecido antigetulista, veio a falecer em 31 de outubro de 1955. No seu funeral o então coronel Jurandir Mamede profere um forte discurso que ressoa a fala que o general palestrou em 5 de agosto de 1955 no Clube de Aeronáutica, pelo aniversário da morte do major-aviador Rubens Vaz, acusando o país de viver em uma "mentira democrática" e do regime existir em uma "pseudolegalidade imoral e corrompida". Prontamente o PTB exige a punição do coronel e o general Henrique Teixeira Lott, ministro da Guerra busca uma solução para apaziguar a situação, porém Café Filho sofre um ataque cardíaco em 3 de novembro de 1955 e se afasta do poder, sem encontrar solução para encerrar a crise. Assume a presidência o presidente da Câmara dos Deputados, o deputado Carlos Luz, membro da PSD contrário a candidatura de Juscelino, que mantém a posição de Café Filho de rejeitar o pedido do general Lott de afastamento do coronel Mamede.
Com a rejeição de Carlos Luz, o general Lott decide pedir demissão do cargo de ministro da Guerra no dia 10 de novembro de 1955, o que desencadeou uma série de reações por parte de comandantes das Forças Armadas, com a ocupação de pontos chaves da então capital federal, forçando o governo a respeitar a disciplina militar. Com medo da reação militar, Carlos Luz embarca, na madrugada do dia 11 de novembro, no cruzador Tamandaré junto de alguns ministros, Carlos Lacerda e do coronel Mamede e rumam para São Paulo, onde junto do brigadeiro Eduardo Gomes, militar e político antigetulista e na época ministro da Aeronáutica, organizariam uma resistência. Porém com a iniciativa de comandantes liderados pelo general Lott e com o apoio de membros da Aeronáutica, a ação de Carlos Luz e do brigadeiro Eduardo Gomes acaba sendo frustrada. O cruzador retorna ao Rio de Janeiro e em sessão extraordinária impede Carlos Luz da presidência e coloca o presidente do Senado, senador Nereu Ramos, no poder, sendo instaurado estado de sítio no país pelo Congresso em 24 de novembro de 1955, durando até 26 de fevereiro de 1956, garantindo a posse de JK.
Em paralelo a estes eventos, a ala da UDN conhecida como "legalista" lutava por vias legais e parlamentares impedir a posse de JK e Jango, tendo apresentado na véspera das eleições uma emenda constitucional transferindo para a Câmara dos Deputados a eleição presidencial no caso de o eleito não conseguir maioria absoluta (50% mais 1 dos votos), sem sucesso na aprovação e a criação de uma cédula única para a votação. O TSE só viria a reconhecer a vitória de JK em 7 de janeiro de 1956, menos de um mês antes da posse, em 31 de janeiro de 1956.